# Klörup
Klörup är en tidigare småort i Lilla Slågarps socken på Söderslätt i Trelleborgs kommun, Skåne län. 2015 hade folkmängden i området minskat och småorten upplöstes.
I orten finns bland annat en välbevarad smedja med anor tillbaka till 1700-talet och intilliggande häkte.
Klörup var fram till 1904 gemensam tingsplats för Skytts härad och Oxie härad.

## Klörups häradshäkte
Häktesbyggnaden uppfördes 1809 och den är den enda i sitt slag som bevarats närmast intakt till våra dagar. Häktet användes som tillfällig arrestlokal för de brottslingar som skulle dömas i Oxie och Skytts härads tingsrätt, vilken sammanträdde i tingshuset i Klörup. Tinget hölls tre gånger om året och de som skulle dömas förvarades under tiden på Malmöhus fästning. Tingsförhandlingarna kunde bli en utdragen process på upp till ett par veckor och under denna tid satt de åtalade fängslade i Klörups häkte. Efter dom fördes brottslingarna tillbaka till Malmö. För de som endast ådömdes spöstraff utfördes denna bestraffning vid en påle uppsatt invid gatan utanför häradshäktet. Så berättade t.ex. en fångvaktarhustru på 1800-talet om en 10-årig flicka som piskades offentligt utanför huset.
Ritningarna till både tingshuset i Klörup och häradshäktet upprättades av mur- och byggmästaren Johan Nicolaus Knoch i Landskrona. Häradshäktet bestod av två celler, en genomgående förstuga samt en fångvaktarbostad på två rum. En av cellerna användes för män, den andra för kvinnor. Varje cell, som hade ett gallerförsett fönster, kunde rymma tio personer. En sättugn i varje cell gav värme och den eldades utifrån förstugan. Från början hade cellerna endast jordgolv men senare inlades trägolv. 
Fångarna utspisades med mat, kokad av fångvaktarens hustru. I slutet av 1800-talet bestod den dagliga maten av "1 mark 10 lod bröd, ½ stop dricka, 1 sill och middagssnuva (soppa)". När det fanns fler fångar i cellerna hände det att fångvaktaren för sin säkerhets skull när han skulle in i cellerna fick hämta hjälp hos drängarna i den över gatan belägna smedjan.
Rymningar förekom ibland. En fånge lyckade till exempel bryta upp ett hål i yttermuren under fönstret. En kvinnlig fånge lyckades ta loss sättugnsplattorna och krypa ut i friheten. Fortfarande finns i cellernas träinredningar inristningar som fångarna gjort. 
Häradshäktet var i bruk till 1904 då häradstinget flyttade till Malmö. Fångvaktaren med familj bodde dock kvar till 1939. En tid stod byggnaden sedan övergiven men 1943 övertogs den av Skytts Härads Hembygdsförening. Den genomgick en omfattande restaurering 1963-1964. Sistnämnda år blev byggnaden förklarad som byggnadsminne. Av den ursprungliga inredningen i fångvaktarens bostad finns inget kvar. I stället har man med hjälp av smedmästare Albin Malmgrens egna hågkomster och Trelleborgs museum inrett bostaden med tidstypiska möbler och bohag.

## Galleri

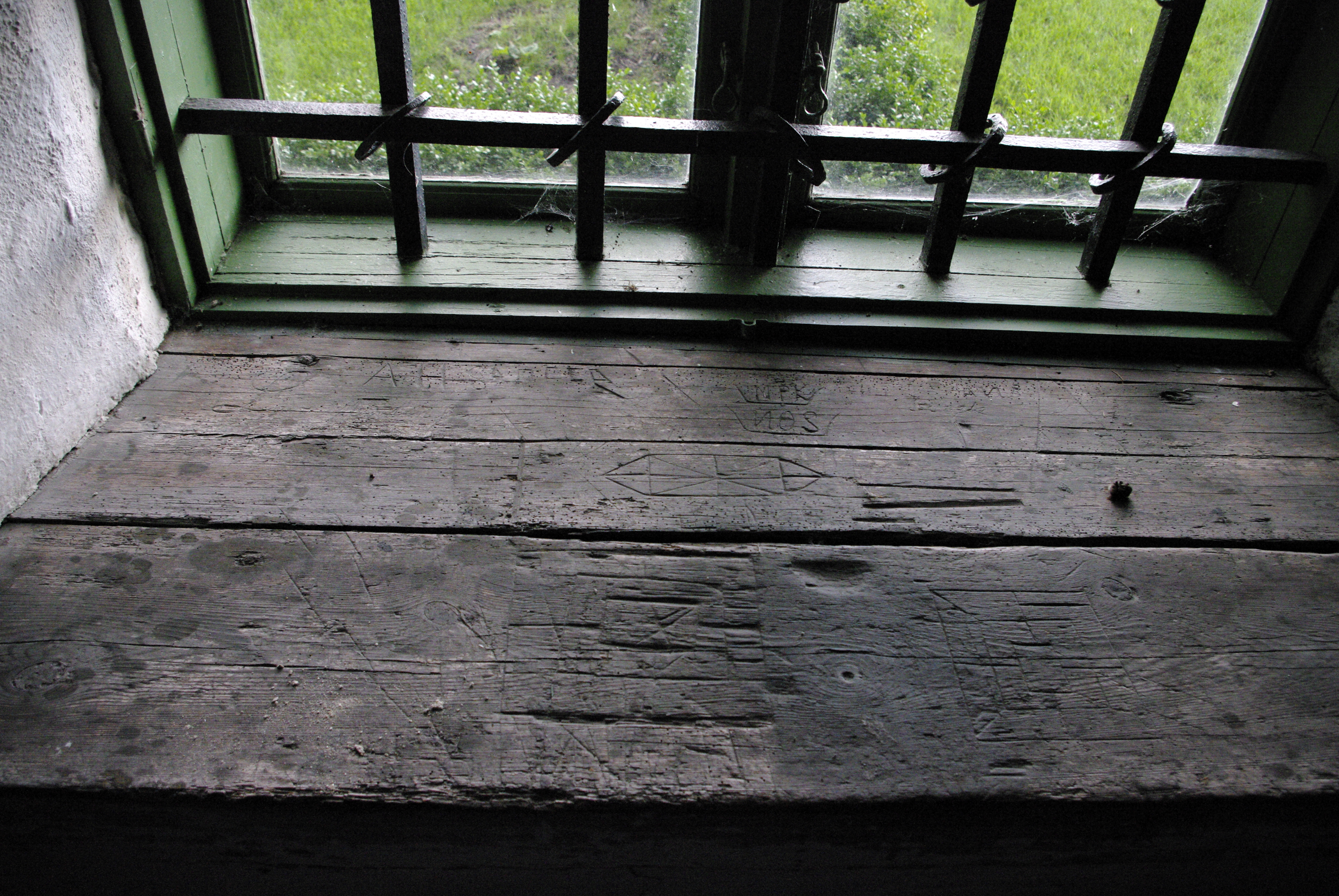
Fönsterkarm med inristningar.
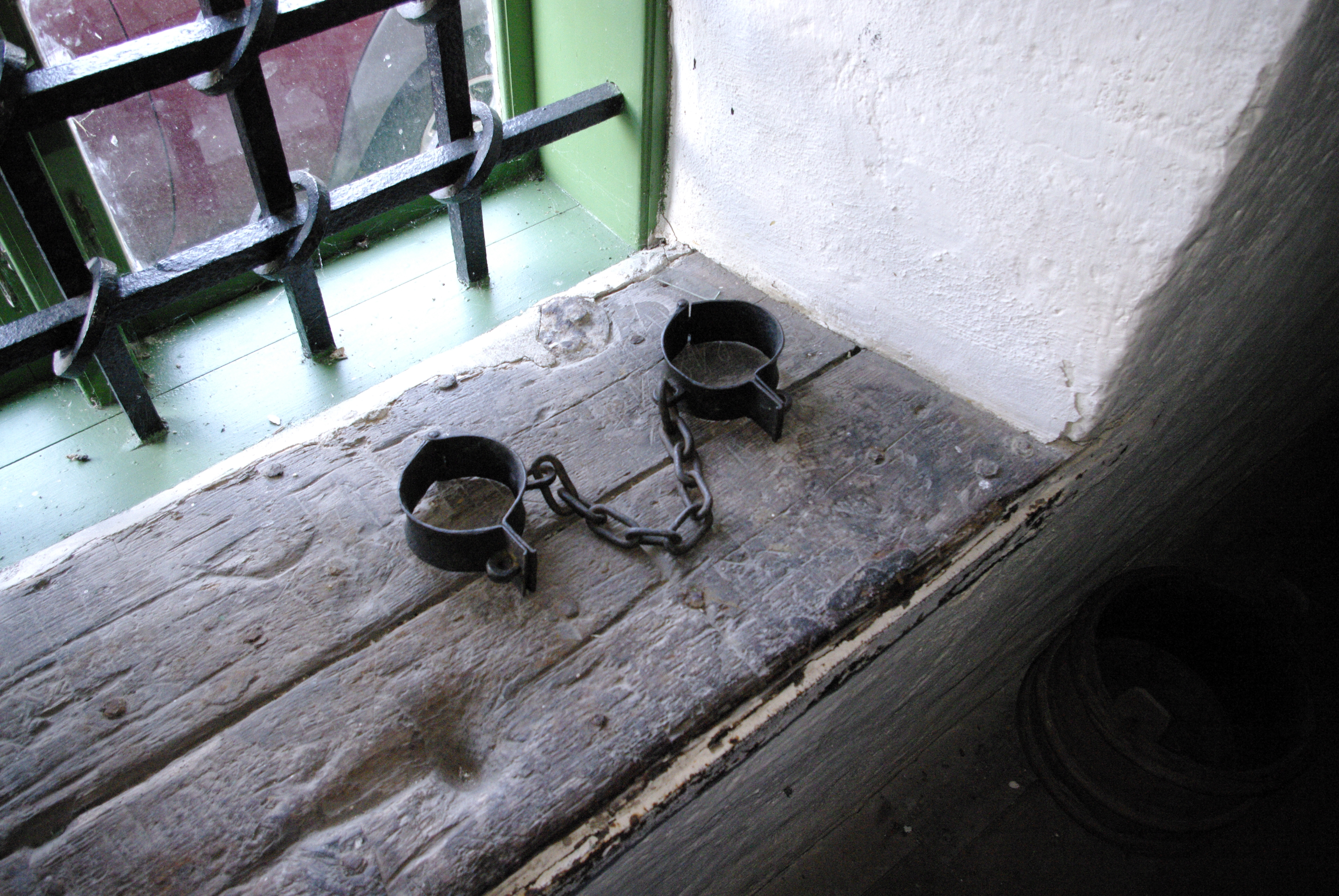
Boja i häktet.
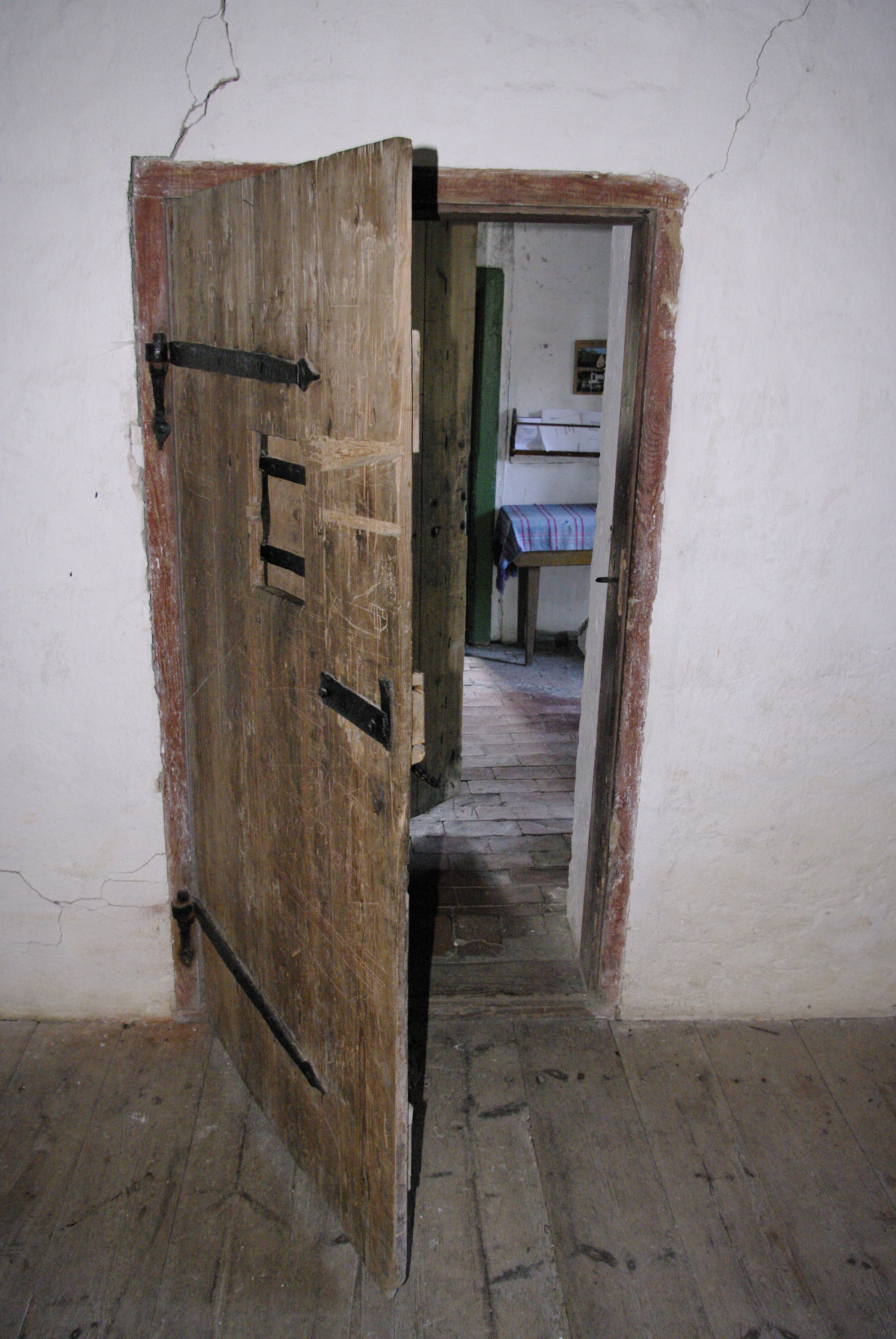
Celldörr i häktet.
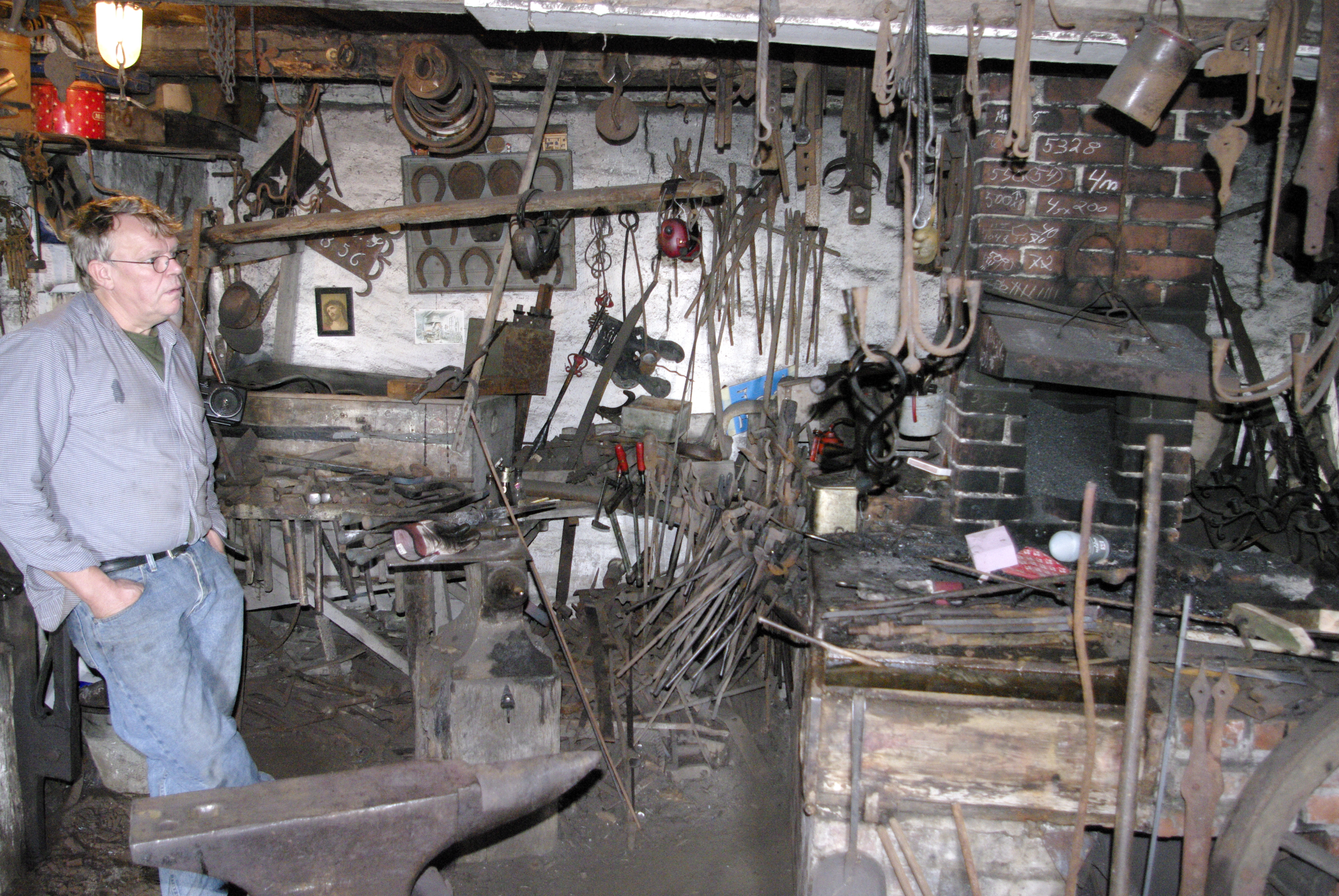
Klörups gamla smedja.